# Estudos de tradução
Estudos da tradução é um campo disciplinar que contém elementos das Ciências Sociais e humanidades, que lida com o estudo sistemático da teoria, da descrição e da aplicação da tradução e da interpretação.
Os Estudos da Tradução podem ser normativos (estabelecendo regras para a aplicação destas atividades) ou descritivos; um acadêmico de tradução que insistiu sobre esta última abordagem foi Antoine Berman.
Os Estudos da Tradução dialogam com diferentes disciplinas com áreas de contato com a tradução, incluindo, mas não se limitando a, literatura comparada, a informática, a história, a linguística, a filologia, a filosofia, a semiótica, a terminologia, entre outros.
O termo Estudos da tradução foram sistematizados por James Stratton Holmes, professor de uma escola em Amsterdam em seu artigo "The Name and Nature of Translation Studies" (O Nome e a Natureza dos Estudos da Tradução), considerado fundamental para a disciplina.

## História

### Estudos Preliminares
Historicamente, as abordagens teóricas da tradução eram predominantemente prescritivas,  determinando o que era certo ou errado ao se traduzir, a ponto de questionarem se as traduções que não seguissem os preceitos estabelecidos poderiam ser consideradas como traduções de fato. Os historiadores das teorias da tradução costumam identificar o mais antigo escrito ocidental sobre a tradução na obra de Cícero, sobre como traduzir do grego para o latim melhoraria suas habilidades orais. A "Carta a Pamáquio", de São Jerônimo, sobre as dificuldades por ele encontradas ao traduzir a Bíblia para o latim, é outra referência importante da antiguidade, levando adiante a discussão proposta por Cícero sobre a tradução "palavra a palavra" versus a tradução "sentido a sentido". Na China, essa discussão surgiu na tradução dos sutras budistas durante a dinastia de Han. 

## Escolas de pensamento
As principais escolas de pensamento no nível da pesquisa tendem a se agrupar em torno de conceitos teóricos chave, muitos dos quais se tornaram objeto de debate.

### Estudos Descritivos da tradução
Os Estudos Descritivos da tradução (termo criado no livro de 1995, Descriptive translation Studies and Beyond, de Toury) objetivam construir uma disciplina empírica descritiva, para preencher uma seção do mapa de Holmes. A ideia de que a metodologia científica poderia ser aplicável a produtos culturais foi desenvolvida pelos formalistas russos nos primeiros anos do século XX e recuperada por vários pesquisadores da literatura comparada. Aplica-se atualmente à tradução literária. Parte dessa aplicação foi a teoria dos polissistemas (Even-Zohar, 1990), em que a literatura traduzida é vista como um subsistema do sistema literário receptor ou alvo. Gideon Toury baseia sua teoria na necessidade de considerar as traduções "fatos da cultura-alvo" para fins de pesquisa. Os conceitos de "manipulação" e "patronagem" também foram desenvolvidos em relação às traduções literárias.

#### Teoria dos Polissistemas
A teoria dos Polissistemas, conforme mencionado anteriormente, foi elaborada por Itamar Even-Zohar, e analisa um compilado de informações sobre traduções literárias ao longo da história. Este, portanto, permite descrever os fenômenos e comportamentos pelos quais todo processo tradutório se fundamenta. A partir da análise das regularidades do texto traduzido, é possível descrever normas que estão enquadradas dentro de um sistema múltiplo, ou seja, um sistema que se inter-relaciona com outros.
Outro autor que se enquadra nessa perspectiva é Gideon toury, cujo principal campo de pesquisa é o estudo de tais normas que direcionam à atividade tradutória. Para este autor, o conceito de normas não necessariamente impõe uma ordem ou lei ao tradutor. Sendo assim, o processo tradutório ocorre dentro de um polissistema, já que cada língua possui seu próprio sistema, embora todas estejam hierarquizadas em uma estrutura mais ampla. Isto é, as normas/leis estão enquadradas em um sistema que permite ao tradutor tomar determinada decisão ao realizar sua translação conforme o meio linguístico e as regras que a gramática impõe à língua.
Toury baseou-se na teoria dos polissistemas para explicar a conduta e o desempenho também dentro dos sistemas literários. Investigou características que diferem um texto traduzido de outros em língua fonte ou meta.
Even-Zohar, por sua vez, retoma Jakobson para afirmar que é possível fazer diferentes tipos de leituras do texto traduzido, porque estamos inseridos em sistemas sociais distintos, já que cada um deles tem suas formas de hierarquizar as normas tanto linguísticas quanto culturais, sociais, econômicas etc.
O teórico queria entender como um texto traduzido circula em um sistema e qual a sua função dentro dele. Diante disso, toury se interessa por esse questionamento e considera que o texto traduzido somente circula na sociedade de chegada, ou seja, o que foi um dia um texto na língua de partida NÃO importa para a cultura de chegada, uma vez que não será reconhecido por seus leitores. A função que esse texto tem é fornecer mensagens, informações, estruturas literárias, de uma comunidade a outra, de forma a ampliar os conceitos, enriquecer construções narrativas, por exemplo, ou mesmo apresentar possíveis novas formas de compreensão de um texto. 
Ainda dentro dessa teoria, cada sistema compõe-se de um conjunto de fenômenos que, por sua vez, se constitui a partir de redes de relações que estabelece entre si. Even-Zohar fundamenta que o objetivo maior de uma tradução é conseguir transformar o sistema em um repertório.

### Estudos Culturais
A tradução cultural é um conceito usado em estudos culturais para denotar o processo de transformação, linguístico ou outro, numa dada cultura. O conceito utiliza a tradução linguística como ferramenta ou metáfora na análise da natureza das transformações nas culturas. Nesta ótica, a etnografia é considerada uma narrativa traduzida de uma cultura viva e abstrata.
Essa preocupação em transpor um texto a outra cultura vem desde a Antiguidade, quando Cícero escreve:
| “ | Não verti como tradutor, mas como orador, com os mesmos pensamentos e suas formas bem como com suas figuras, com palavras adequadas ao nosso costume. Para tanto não tive necessidade de traduzir palavra por palavra, mas mantive todo o caráter das palavras e sua força. Não considerei, pois, ser mister enumerá-las ao leitor, mas como que pesá-las. […] Se, como espero, eu tiver assim reproduzido os discursos dos dois servindo-me de todos seus valores, isto é, com os pensamentos e suas figuras e na ordem das coisas, buscando as palavras até o ponto em que elas não se distanciem de nosso uso. | ” |

O conceito de tradução cultural decorre, em grande parte, da leitura de Homi Bhabha de Salman Rushdie em the Location of Culture. tradução cultural é, então, um conceito usado para denotar o processo de transformação, linguística ou não, em uma dada cultura. O conceito usa a tradução linguística como uma ferramenta ou metáfora na análise da natureza da transformação e do intercâmbio nas culturas. "No entanto, apesar do fato de que a tradução aproxima as culturas, em cada ato tradutório, haverá uma alteração definitiva entre as culturas".

### Teoria doSkopos
Outra mudança de paradigma na teoria da tradução pode ser datada de 1984 na Europa. Naquele ano, a publicação de dois livros em alemão:  Foundation for a General theory of translation por Katharina Reiss (também escrito Reiß) e  Hans Vermeer e translation Action  (translatorisches Handeln) por Justa Holz-Mänttäri. Desses dois veio o que é conhecido como teoria do Skopos, que dá prioridade ao propósito a ser cumprido pela tradução em vez de priorizar a "equivalência".

## Campos de Investigação

### História da tradução
A história da tradução diz respeito ao desenvolvimento ao longo do tempo de como os tradutores se organizaram como um grupo profissional e social; e, da mesma forma, à história das traduções como indicadores da maneira como as culturas se organizam, interagem e podem acabar. Alguns princípios para a história da tradução foram propostos por Lieven D'hulst e Pym. Seus principais projetos incluíram a Oxford History of Literary translation e a Histoire des traductions.
Antologias históricas de teorias de tradução foram compiladas por Robinson (2002) para as teorias ocidentais até Nietzsche; por D'hulst (1990) para as teorias francesas, 1748-1847; por Santoyo (1987) para a tradição espanhola; por Edward Balcerzan (1977) para a experiência polonesa, 1440–1974; e por Cheung (2006) para o chinês.

### Sociologias da tradução
A sociologia da tradução inclui o estudo de quem são os tradutores, quais são suas formas de trabalho (estudos sobre os locais de trabalho) e quais dados sobre tradução refletem o movimento de ideias de um idioma a outro.

### Estúdios De tradução pós-colonial
Os estudos pós-coloniais analisam traduções entre a metrópole e suas ex-colônias, ou mesmo dentro de ex-colônias complexas. Eles questionam radicalmente a suposição de que a tradução ocorre entre culturas e idiomas que são radicalmente separados.